# AntennaPod
AntennaPod è un'applicazione per ascoltare i podcast libera e open source per dispositivi Android. L'applicazione promuove un'esperienza di ascolto aperta e rispettosa della privacy.
Originariamente sviluppata da Daniel Oeh nel 2011 è ora mantenuta da un gruppo di contribuori volontari senza scopo di lucro. Inizialmente distribuita con licenza MIT dal novembre 2020 questa è stata sostituita dalla licenza GPLv3.

## Caratteristiche
L'applicazione ha un'interfaccia semplice, immediata e facilmente personalizzabile. Permette di ascoltare i podcast senza pubblicità o distrazioni aggiuntive; gli unici annunci presenti sono quelli inseriti all'interno del podcast stesso il cui ricavato va al creatore del podcast, sostenendone il lavoro creativo. 
AntennaPod non raccoglie dati personali e non traccia gli utenti, inoltre non è necessario creare un account per utilizzarla garantendo il diritto alla privacy.
Il progetto, senza scopo di lucro, è sostenuto da volontari che contribuiscono programmando nuove funzioni, risolvendo bug, traducendo l'applicazione e fornendo assistenza sul forum. Inoltre è possibile effettuare delle donazioni volontarie al progetto.
AntennaPod supporta il download degli episodi in modo da poterli ascoltare anche senza connessione internet. Permette inoltre di ascoltare il podcast a velocità di riproduzione variabile (fino a 4x) e di impostare un timer di spegnimento automatico.
L'applicazione utilizza feed RSS e Atom per trovare e riprodurre i podcast, supporta inoltre gli indirizzi URL e OPML. In questo modo evita il vendor lock-in e permette inoltre di esportare l'elenco dei podcast a cui ci si è iscritti. Permette anche di cercare i podcast presenti sul database Apple Podcast. Inoltre utilizzando dei feed aperti per trovare i contenuti garantisce la libertà di espressione e evita la censura.
AntennaPod è un software libero e open source distribuito con licenza GNU General Public Licence 3.0. Può essere scaricata anche dallo store F-Droid per dispositivi DeGoogle oltre che da Google Play.